# Remijia hubbardiorum
Remijia hubbardiorum är en måreväxtart som beskrevs av B.M.Boom. Remijia hubbardiorum ingår i släktet Remijia och familjen måreväxter. Inga underarter finns listade i Catalogue of Life.